# Джон Чейфі
Джон Лестер Хаббард Чейфі (англ. John Lester Hubbard Chafee; нар. 22 жовтня 1922, Провіденс, Род-Айленд — пом. 24 жовтня 1999, Вашингтон) — американський політик-республіканець. Він був губернатором штату Род-Айленд з 1963 по 1969, представляв Род-Айленд у Сенаті США з 1976 до його смерті. Батько політика Лінкольна Чейфі.

## Життєпис
Чейфі брав участь у Другій світовій війні (Корпус морської піхоти США). У 1947 році він закінчив Єльський університет, а у 1950 — Гарвардської школи права. Він також брав участь у Корейській війні. Працював юристом у Провіденсі, був членом Палати представників Род-Айленду з 1957 по 1963.
Міністр військово-морських сил США з 1969 по 1972. Він безуспішно намагався стати сенатором у 1972 році.
Чейфі був центристським «рокфеллерським» республіканцем.
9 серпня 2000 Чейфі був посмертно нагороджений Президентською медаллю Свободи. ВМС США назвали ескадрений міноносець USS Chafee (DDG-90) на честь колишнього міністра військово-морського флоту.